# Trachelas volutus
Trachelas volutus is een spinnensoort uit de familie van de Trachelidae.
De wetenschappelijke naam van de soort werd in 1935 gepubliceerd door Willis John Gertsch.